# Alexandre José Botelho de Vasconcelos

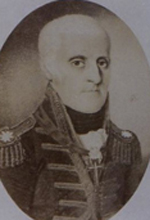
5º Governador de Benguela, Nobre português, Cavaleiro da Real Ordem Militar de São Bento de Avis

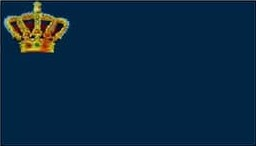
Estandarte de Governador Provincial

Alexandre José Botelho de Vasconcelos CvA  CvC  •  foi um fidalgo da Casa Real, militar português, quinto governador da Capitania de Benguela e Tenente de Cavalos em Angola.
Foi nomeado Governador da Capitania de Benguela, com subordinação ao Governador e Capitão General de Angola, a 20 de Abril de 1795 em nome do Príncipe Regente D. João (durante o Reinado de D. Maria I), sendo então Comandante do Esquadrão de Cavalaria de Angola. Na mesma altura recebeu a patente de Sargento-mor de Cavalaria, agregado à Primeira Plana da Corte, para ter exercício quando voltasse ao Reino de Portugal.